# Arthur Golden
Pour les articles homonymes, voir Golden.
Œuvres principales
Geisha
Arthur Golden est un écrivain américain né en 1956 à Chattanooga, dans le Tennessee. 
Diplômé de Harvard en histoire de l'art japonais et titulaire d'une maîtrise en histoire du Japon de l'Université Columbia, où il a aussi appris le mandarin, il enseigne maintenant la littérature et les techniques d'écritures à Boston.
L'œuvre qui l'a rendu célèbre est Geisha (Memoirs of A Geisha), paru en 1997, vendu à plus de 4 millions d'exemplaires en langue anglaise et traduit en 32 langues. Ce roman raconte la vie d'une geisha, sans aucun tabou. 
Une adaptation cinématographique, Mémoires d'une geisha, en a été tirée en 2005 par Rob Marshall, mettant en vedette l'actrice Zhang Ziyi.